# Sjömanskyrkan, Helsingfors
Sjömanskyrkan (finska: Merimieskirkko) är en kyrka i Nordsjö i Helsingfors. Den invigdes 27 januari 2009.